# ساندرا شالمرز
ساندرا شالمرز (بالإنجليزية: Sandy Chalmers)‏ هي منتجة راديو ‏ بريطانية، ولدت في 29 فبراير 1940 في Gatley ‏ في المملكة المتحدة، وتوفيت في 2 فبراير 2015.